# Delme Herriman
Delme Leon Jefferson Herriman (* 8. Mai 1973 in Harrogate) ist ein ehemaliger britischer Basketballspieler.

## Leben
Herriman wuchs in Widnes auf und begann in Manchester mit elf Jahren mit dem Basketball. 1990 ging er an die Claymont High School nach Uhrichsville (US-Bundesstaat Ohio). Er erhielt ein Stipendium für die Wright State University, setzte zunächst ein Jahr aus und spielte dann von 1992 bis 1996 für die Hochschulmannschaft. Der 1,98 Meter messende Flügelspieler, den insbesondere Vielseitigkeit ausmachte, kam in dieser Zeit auf 113 Einsätze und Mittelwerte von 8,7 Punkten, 4,6 Rebounds sowie 2,7 Blocks pro Begegnung.
Herrimans Laufbahn als Berufsbasketballspieler begann in der italienischen Serie A. Er stand in der Saison 1996/97 bei Genertel Trieste unter Vertrag (25 Einsätze: 5,8 Punkte, 3,3 Rebounds/Spiel). Zu Beginn der Saison 1997/98 war er Spieler der Manchester Giants in seinem Heimatland, Anfang Dezember 1997 unterschrieb er beim belgischen Verein Leuven, in der Saison 1998/99 stand er in Diensten des niederländischen Erstligisten Den Helder.
Im Laufe der Saison 1999/2000 schloss er sich dem deutschen Bundesligisten MTV Gießen an und erreichte mit den Mittelhessen von Trainer Joe Whelton das Viertelfinale in der höchsten deutschen Spielklasse. Herriman erzielte für den MTV 7,6 Punkte und 4,2 Rebounds je Begegnung (27 Bundesliga-Einsätze). Er verließ Gießen nach dem Ende der Saison 1999/2000 und nahm ein Angebot aus Breda (Niederlande) an. Für die Mannschaft erzielte Herriman im Spieljahr 2000/01 10,9 Punkte je Begegnung, in der Saison 2001/02 fielen seine Werte. Er blieb bis Mitte Dezember 2002 in Breda, und verstärkte anschließend St. Etienne in der zweiten französischen Liga. Anfang Oktober 2003 nahm der österreichische Bundesligist Wörthersee Piraten den Engländer unter Vertrag.
Bis zum Ende seiner Laufbahn spielte Herriman nach dem Abstecher nach Österreich in seinem Heimatland: 2004/05 bei den Chester Jets, mit denen er in der British Basketball League (BBL) den Meistertitel holte, 2006/07 bei den Leicester Riders und von 2007 bis 2009 bei den Everton Tigers.
Herriman war englischer Nationalspieler, nahm mit der Mannschaft mehrmals an der Europameisterschaftsqualifikation teil.
Als Trainer war er lange an Schulen tätig, 2017 wurde er hauptamtlich in dem Beruf tätig. Herriman wurde Leiter einer Basketballakademie in Liverpool und Cheftrainer des Liverpool Basketball Club.